# قطب الدين بهادرشاه
السُّلطَانُ الأَعظَم والخَاقَانُ المُكرَّم شَاهِنشَاهِ السَّلْطَنَةِ الْهِنْدِيَّةِ والمَغُولِيَّةِ أَبُو النَّصْرِ السَّيِّدُ قُطْبُ الدِّيْنِ مِيرزَا مُحَمَّد مُعَظَّم شَاه عَالَم بَهَادُر شَاه پَادشَاه غَازِي بن مُحَمَّد أَوْرَنِكْزِيب بن مُحَمَّد شَاهْجِهَان الگُوركَانِي (بالفارسية: السُّلطَانُ الأَعظَم والخَاقَانُ المُكرَّم شَاهنشَاهِ السَّلطَنةِ الْهِندِيَّةِ والمُغَلِيَّةِ أَبُو النَّصْرِ سَّيِّدُ قُطْبُ الدِّيْنِ مِيرزَا مُحَمَّد مُعَظَّم شَاه عَلَم بَهَادُر شَاه پادشاه غازي بن مُحَمَّد أَوْرَنِگزِيب بن مُحَمَّد شَاهْجِهَان الگُوركَاني، وبالأردية: السلطَان الأَعظَم والخاقان المكرم شہنشاہ السلطنة الهندية والمغلية أبو نصر سید قطب الدین مرزا محمد معظم شاہ عالم بہادر شاہ پادشاہ غازی بن محمد اورنگزیب بن محمد شاہجہان الگورکانی) (1053هـ - 1124هـ المُوافِق فيه 14 تشرين الأوَّل (أكتوبر) 1643م - 27 شباط (فبراير) 1712م) المعروف اختصارًا «بهادر شاه الأول» أو «شاه عالم الأول»، هو ثامن سلاطين دولة المغول الهنديَّة الذين حكموا شبه القارة الهنديَّة طيلة 300 عام، وقد حكم بلاد آبائه من سنة 1119هـ المُوافقة لِسنة 1707م إلى سنة 1124هـ المُوافقة لِسنة 1712م، معنى اسمه «شجاع» أو «بطل».
بعد وفاة السلطان أورنكزيب، أعلن ابنه الثالث من قرينته الرئيسية، محمد أعظم شاه نفسه سلطانًا، لكنه هُزِم بعد فترة وجيزة في واحدة من أكبر المعارك في الهند، معركة ججاو التي قد انتهت بانتصار بهادر شاه وإعلانه إمبراطورًا للهند المغولية. في عهده تم ضم المنطقتين الراجبوتيتين، جودبور وأمبر مرة أخرى بعد أن أعلنتا استقلالهما قبل بضع سنوات.
بعد اعتلاء العرش، أمر بهادر شاه الأول بإعلان الخطبة وذكر الولاية للإمام علي (عليه السلام) فيها. استمر حكمه خمس سنوات انتهت بوفاته في لاهور عن عمر ناهز 68 عامًا ودُفِن في دلهي، وخلفه ابنه جهان دار شاه في السلطنة.

## معرض صور

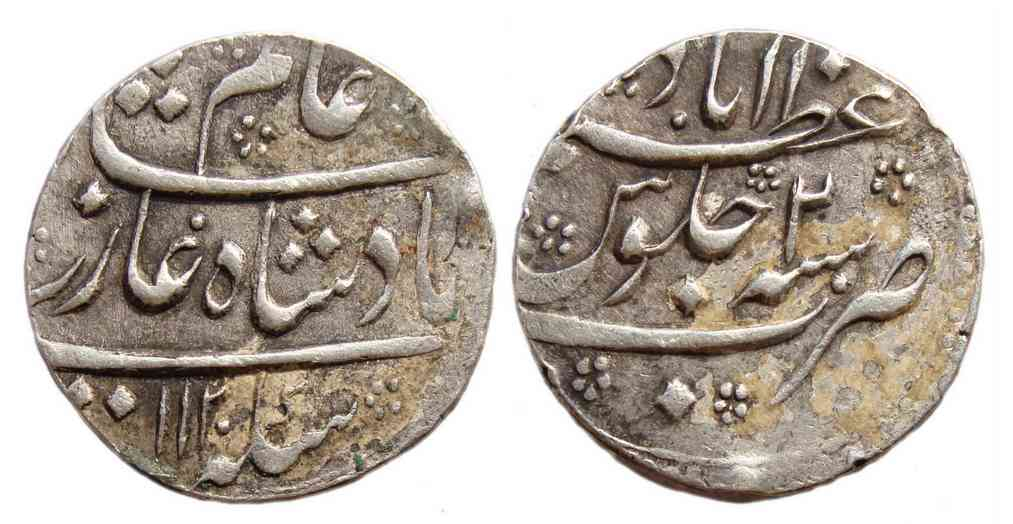
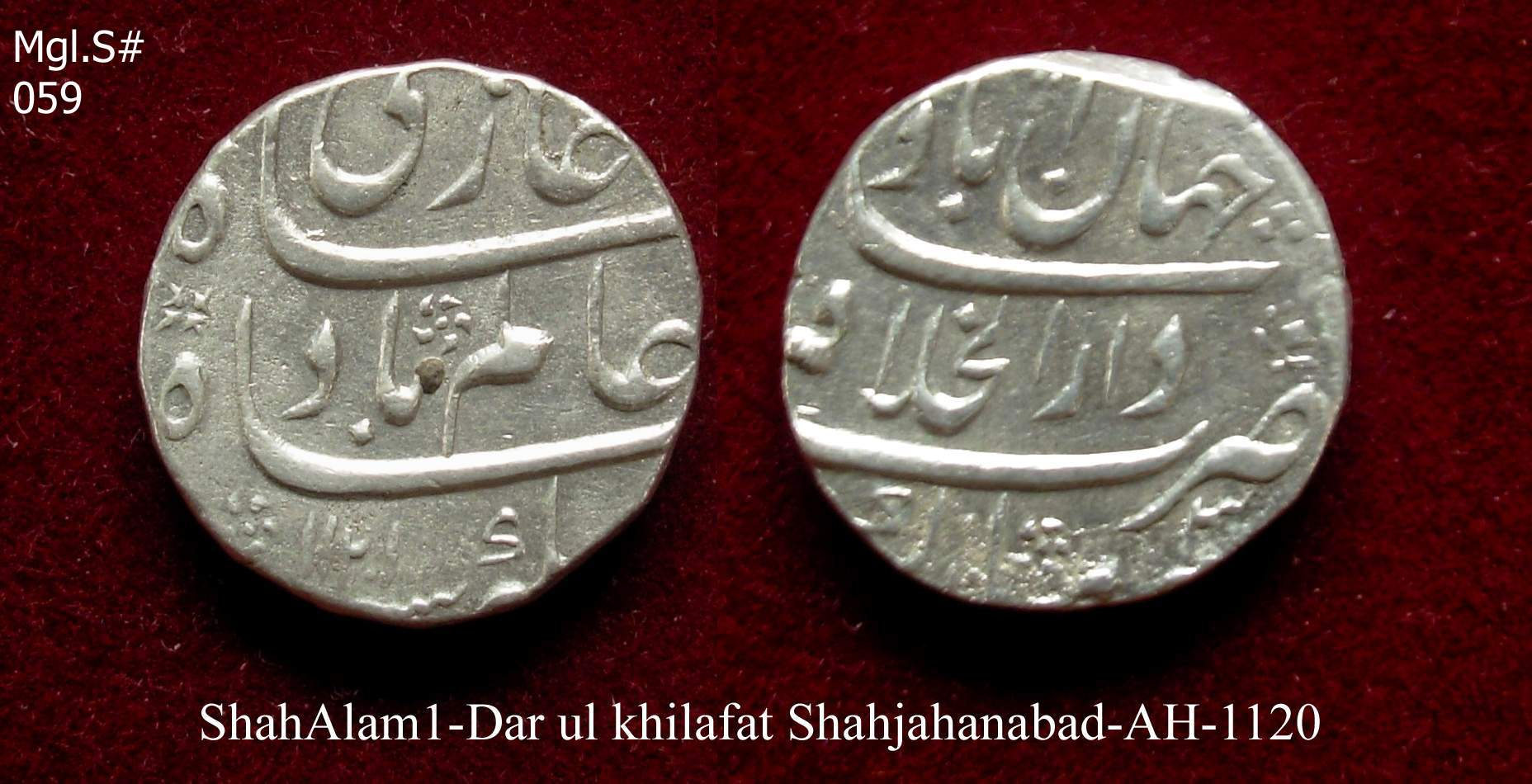
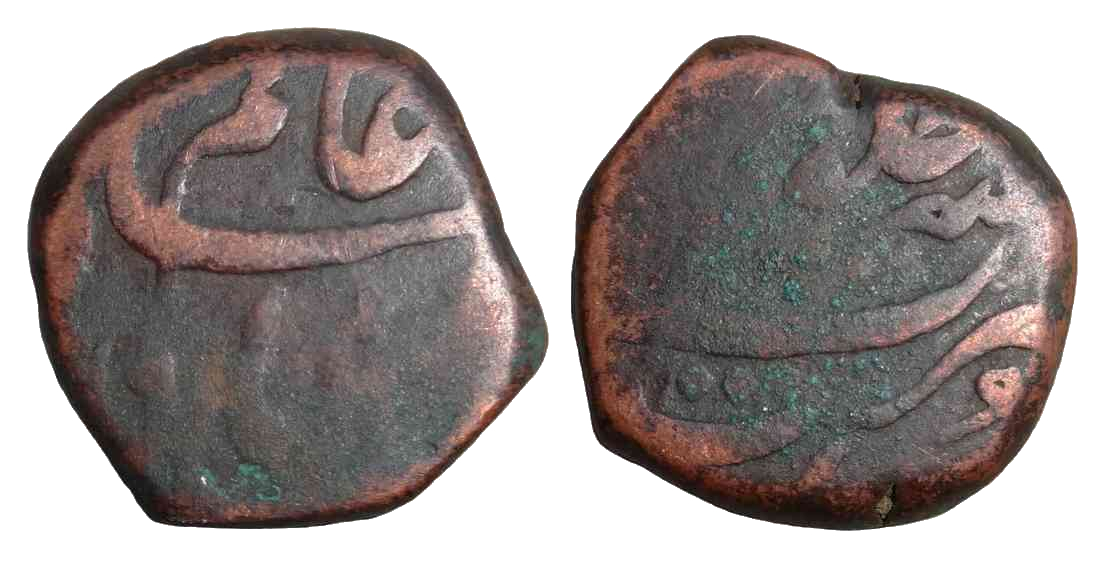